# Waleed Al-Jasem
Waleed S. Al-Jasem Al-Mubarak (18 de novembro de 1959 – Paris, 26 de maio de 2025) foi um futebolista profissional kuwaitiano, que atuava como defensor.

## Carreira
Waleed Al-Jasem fez parte do elenco da histórica Seleção Kuwaitiana de Futebol da Copa do Mundo de 1982, ele fez três partidas. 

## Morte
Al-Jasem morreu no dia 26 de maio de 2025, aos 65 anos, em Paris, França.